# هدى شمس الدين
هدى شمس الدين (27 يناير 1925 - 1 يناير 2002) هي ممثلة وراقصة مصرية من أصل أرميني، شاركت بالعديد من الأعمال منذ منتصف الأربعينات وحتى منتصف الستينيات من أبرز أعمالها صاحب الجلالة، فطومة وبنت العمدة.

## بدايتها
ولدت هدى واسمها الحقيقي أليس في 27 يناير 1925، التحقت بالمدرسة الأرمينية وأشتركت بعد تخرجها بفرقة بديعة مصابني كراقصة ثم فرقة فؤاد الجزايرلي الذي قدمها للسينما في سنة 1945 في دور ثانوي في فيلم الحظ السعيد. بعدها اشتركت بالرقص والتمثيل في عدة أفلام ثم اعتزلت الرقص والعمل الفني في منتصف الستينيات وابتعدت عن الأضواء تماما حتى وافتها المنية في عام 2002.

## أعمالها
- 1945: الحظ السعيد
- 1947: عدو المجتمع
- 1947: الأب
- 1948: فتنة
- 1948: خلود
- 1949: نص الليل
- 1949: مبروك عليكي
- 1949: حلاوة
- 1949: بنت العمدة
- 1949: السجينة رقم 17
- 1950: مكتب الغرام
- 1952: غلطة أب
- 1952: عشرة بلدي
- 1952: حلال عليك
- 1952: الحب بهدلة
- 1953: مجلس الإدارة
- 1953: بيني وبينك
- 1953: المقدر والمكتوب
- 1954: عبدالله الكبير
- 1954: أمريكاني من طنطا
- 1955: من رضي بقليله
- 1955: كابتن مصر
- 1955: تار بايت
- 1956: قلوب حائرة
- 1959: العتبة الخضراء
- 1961: فطومة
- 1961: الضوء الخافت
- 1961: إسماعيل يس في السجن
- 1962: غصن الزيتون
- 1962: شهيدة الحب الإلهي
- 1962: الأشقياء الثلاثة
- 1963: لبنان في الليل
- 1963: صاحب الجلالة
- 1965: آخر جنان